# Arte papuano
La denominación de arte papuano incluye tanto las producciones tradicionales (pasadas y presentes) como las producciones contemporáneas de la zona papúa —es decir, todas las islas de Nueva Guinea, Nueva Irlanda, Nueva Bretaña y las dependencias insulares de este grupo: las islas de Entrecasteaux, las islas Trobriand, por mencionar únicamente los archipiélagos más famosos de la zona—. El arte papú entra en el arte oceánico. Sus producciones más famosas emanan del gran río Sepik, la principal arteria de comunicación de esta isla con su geografía hostil —pantanos y altas montañas— y del pueblo Asmat, formidables cazadores de cabezas cuyo lugar de vida y costumbres influyen en la imaginación occidental del Caníbal salvaje.
Basado en el experto Jules Guiart, es posible distinguir 11 áreas artísticas diferentes: Nueva Irlanda, las colinas de Maprik, el área de Washkuk, el río Yuat, el Sepik Medio, el Golfo de Papúa, la costa de Asmat, la bahía de Geelvink, Nueva Bretaña, el Golfo de Huon y el área de Massim. La madera es el principal soporte del arte papú. El metal, con algunas excepciones, no se conoce antes de los contactos europeos, por lo que el tamaño de la madera para las piezas raras más antiguas puede parecer áspero.

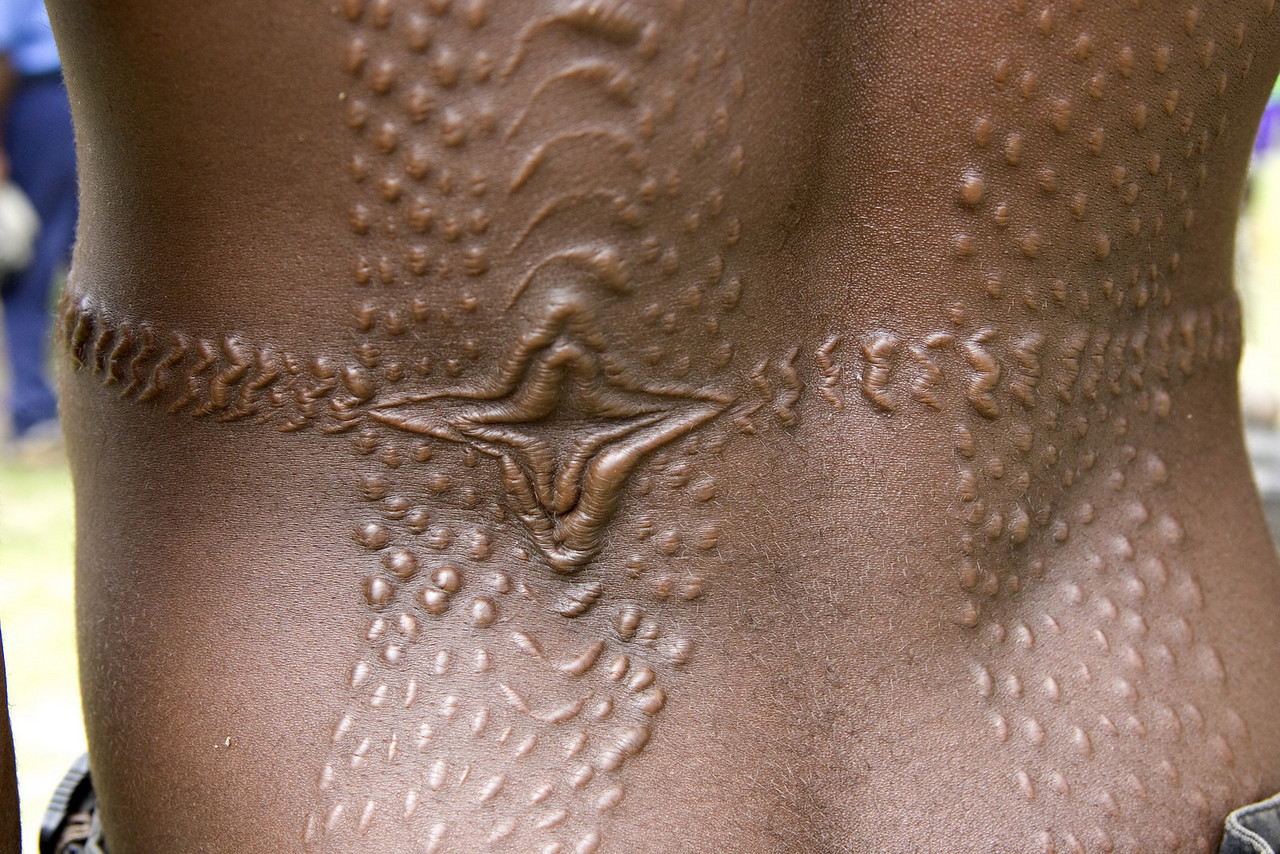
Escarificación ritual imitando la piel del cocodrilo.

 Sin embargo, el uso de un material tan efímero debido al clima limita la arqueología y la estética de la prospección. La piedra se usa a veces y la obra más antigua conocida en el arte papú es precisamente una estatua de uso y significado desconocido en piedra, conservada hoy en la Galería Nacional de Australia en Canberra. La arcilla, en partes de Nueva Guinea, es un último apoyo importante. A estas obras plásticas, hay que añadir un arte ritual del cuerpo de la escarificación y la perforación-pirsin, y por supuesto el canto y la danza.
La madera es el principal medio de expresión artística, en menor medida también se utilizan la piedra y la arcilla. La inspiración es naturalista y geométrica. No faltan las representaciones antropomorfas. La escultura es la forma de arte más importante de Papúa. Existe también un arte dinámico del dibujo y del color en general, que se expresa no únicamente en la escultura sino también en el arte textil y la arquitectura. Para las producciones contemporáneas, este arte del dibujo y del color ha encontrado su lugar en lo que en Occidente llamamos pintura en el sentido más clásico y estable del término. Es sobre todo una pintura figurativa.

## Nueva Irlanda

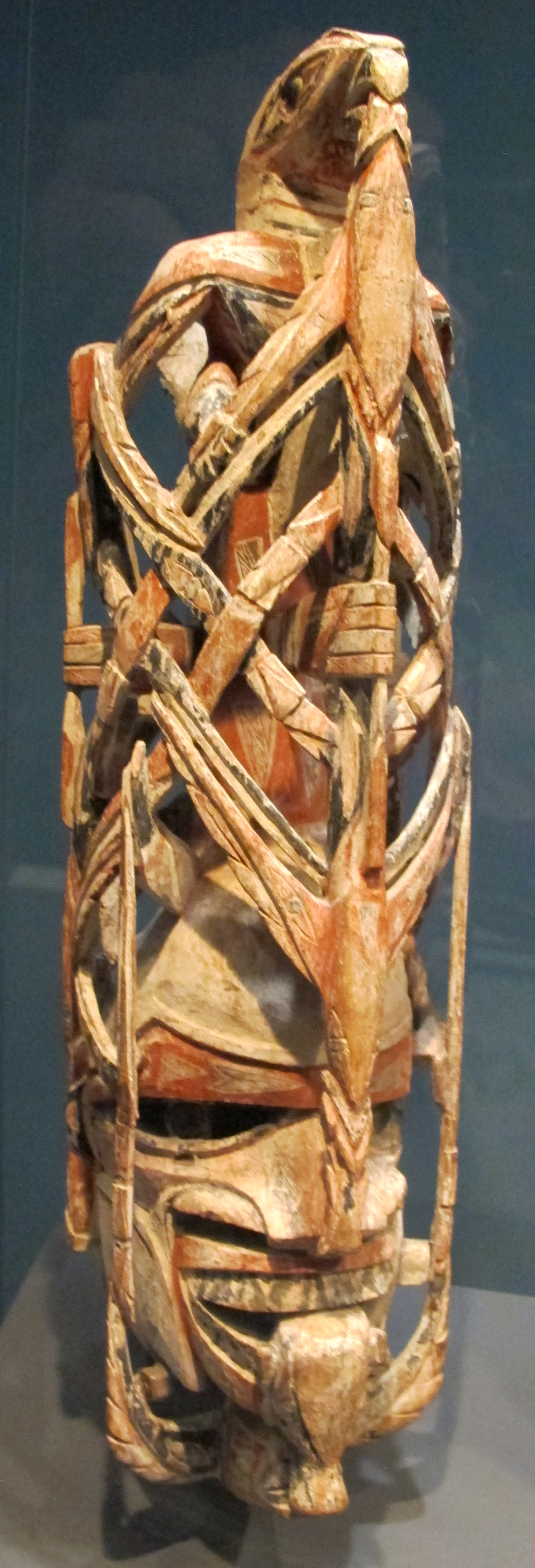
Máscara malanggan de (Nueva Irlanda).

El arte occidental del siglo XX debe mucho a esta área artística. Cubistas y surrealistas han encontrado allí una inspiración sin fin, como lo demuestra el poema Uli de André Breton dedicado a la estatua del mismo nombre. El arte del dibujo es una de las principales expresiones de la isla gracias a la cual el artista muestra toda su destreza.
Esta habilidad también se ve reforzada por el gran dominio del color, ya sea en superficies planas —elementos arquitectónicos— o en esculturas —especialmente las famosas máscaras de luto malanggan—. Además del color, los artistas novo-irlandeses se han convertido en maestros en el uso de la cal como potenciador de la ornamentación.

## Colinas de Maprik

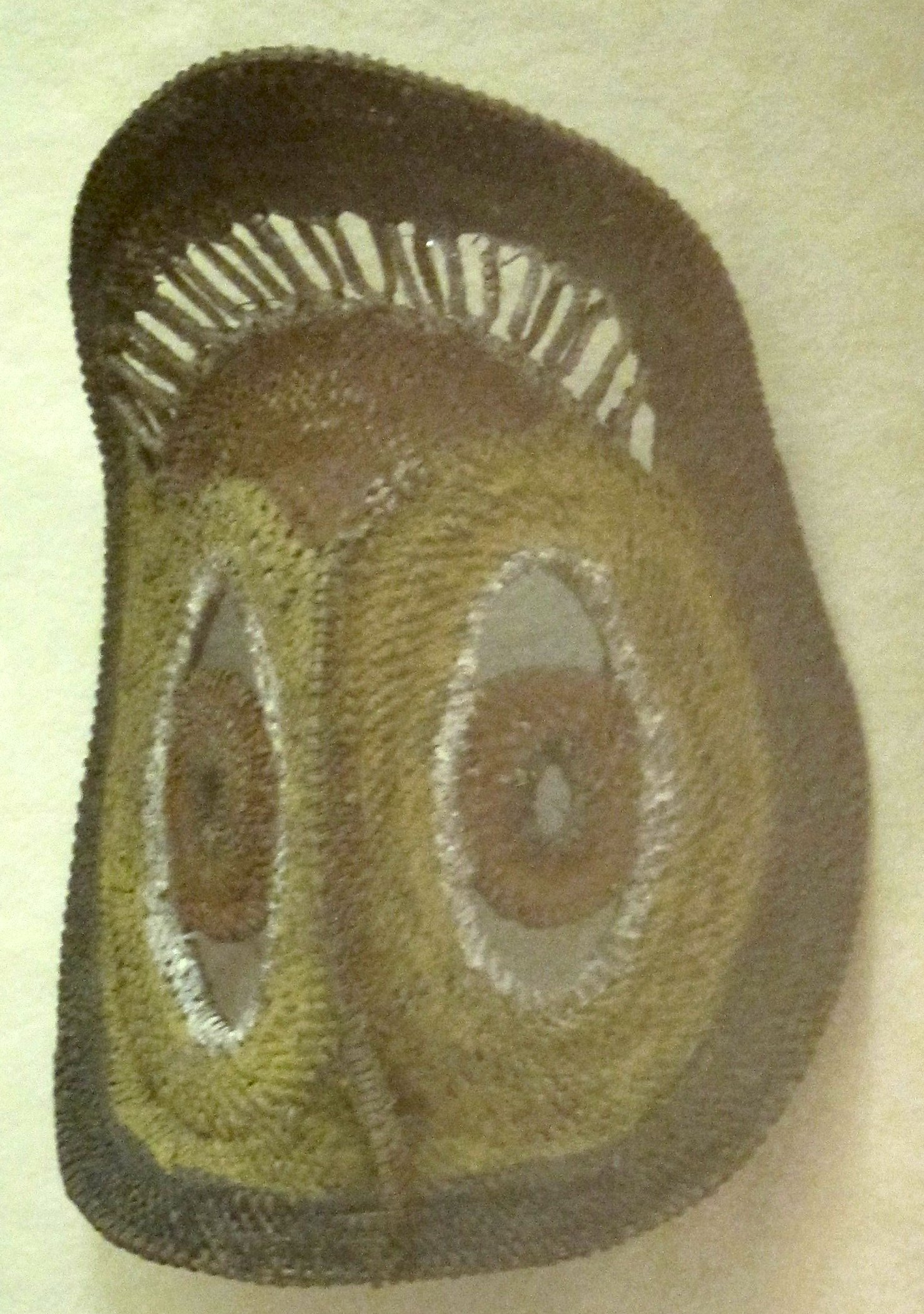
Máscara de ñame (Maprik).

Muy ligada a la zona anterior, la zona de las colinas Maprik —región montañosa de las Montañas Príncipe Alejandro— también cuenta con un arte decorativo muy logrado. Este arte de dibujar en color se expresa principalmente en grandes placas con una construcción opuesta a superficies planas y áreas muy finamente sombreadas. La escultura sorprende por el hecho de que la figuración abstracta puede asociarse a una figuración hiperrealista, especialmente en el detalle del falo —un objeto de fuerte significado simbólico y espiritual—.
La representación femenina es a menudo la de la parturienta. Además de la carpintería, la escultura también se expresa en la cestería. Las máscaras ceremoniales de ratán o helechos trepadores desarrollan todo un bestiario híbrido entre humanos y aves. Finalmente, en la región inferior de las Colinas Maprik, provincia adyacente al río Sepik, la escultura de los anzuelos muestra un estilo intermedio con el área del Sepik medio.

## Washkuk

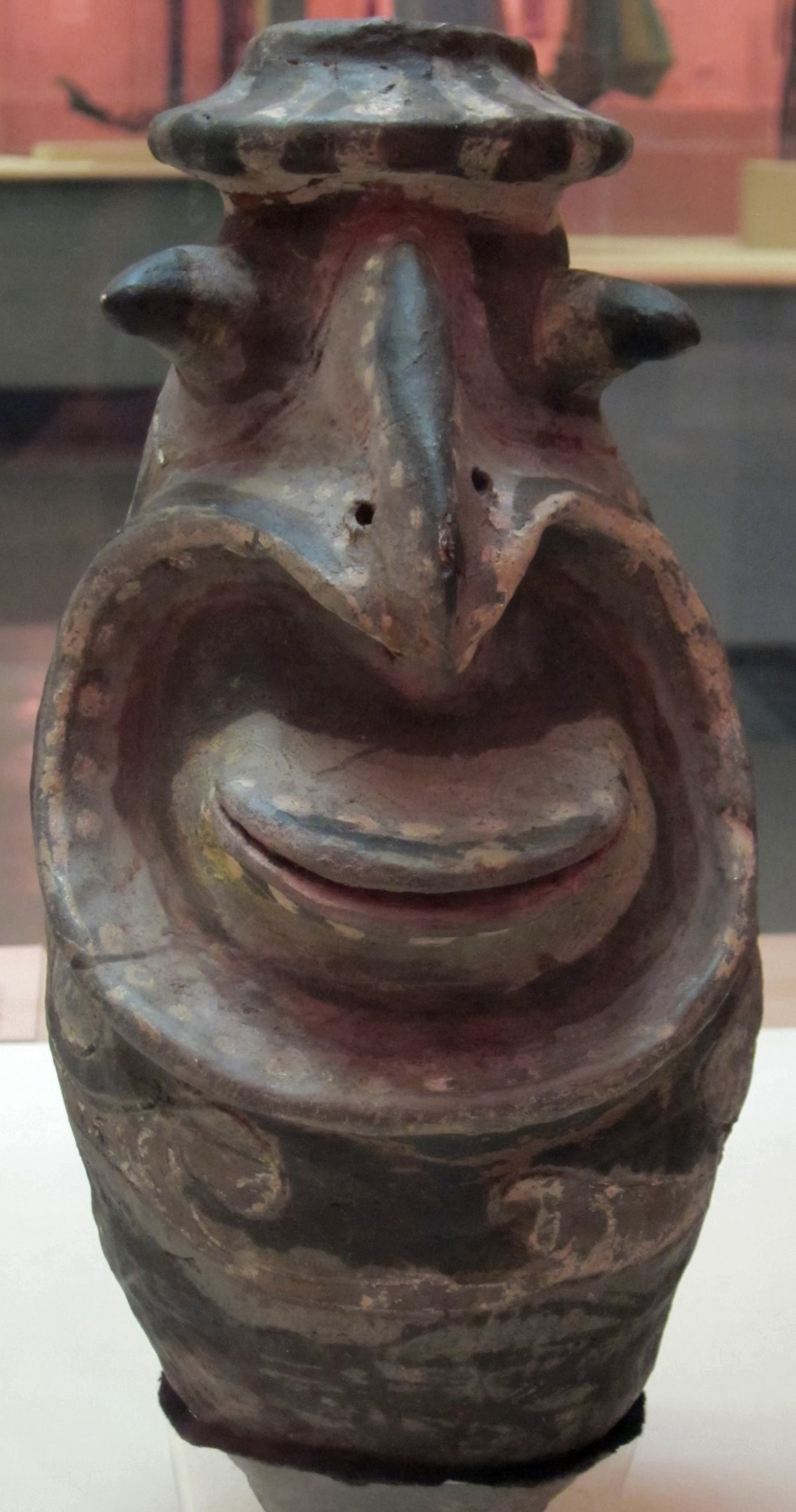
Carafe (Washkuk).

El área de Washkuk o Kwoma incluye la región de Ambunti. Esta zona estilística es conocida por su particular estatuaria. A menudo figuraciones humanas, pueden verse en su bidimensionalidad: llenas de elementos pedunculados, las estatuas Kwoma buscan fijar la luz y proyectar la sombra como una parte integral de la obra. Un caso raro en la apreciación estética de la estatuaria, cuyo origen podría ser la luz emitida por la chimenea siempre colocada a ras del suelo y proyectando así la luz verticalmente y no horizontalmente. El área de Washkuk es el sitio de un arte menor de la arcilla.

## Río Yuat

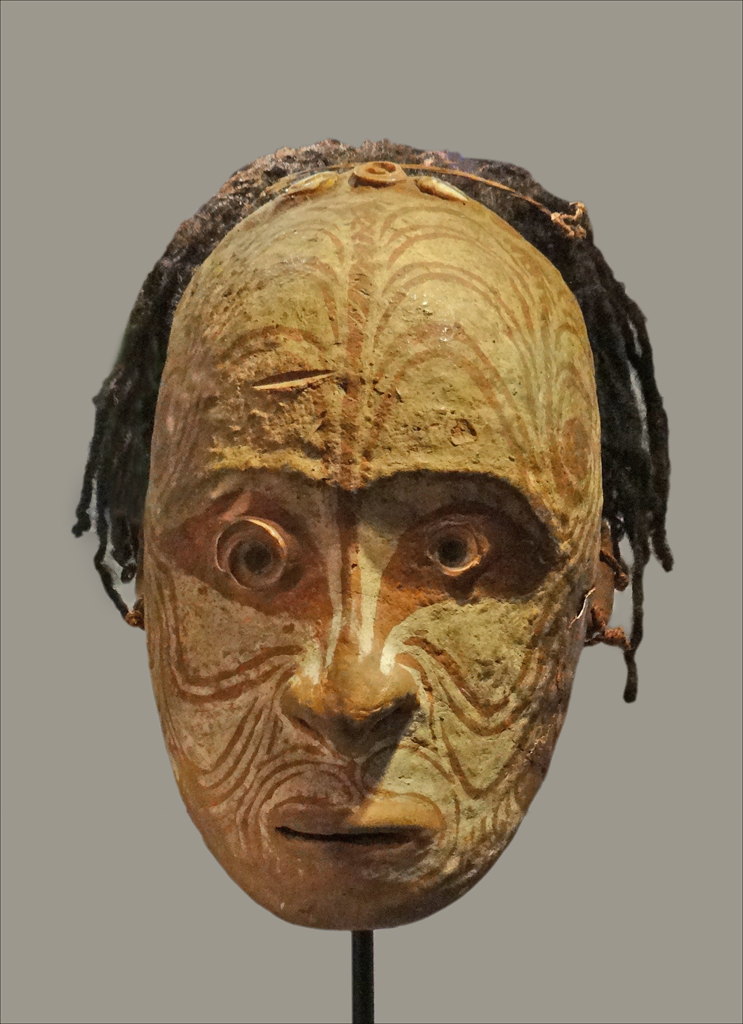
Cráneo modelado (Yuat).

El estudio de esta región le debe mucho a la etnóloga Margaret Mead. La estatuaria es omnipresente con una representación muy precisa: el rostro se proyecta delante de los hombros y se sostiene en forma ovalada apuntando hacia arriba. los ojos son a menudo levantados por los caurís; la nariz y la boca son los elementos más realistas. El resto del cuerpo tiende a ser comprimido, reducido o incluso esquematizado. Los personajes así representados son a menudo empleados como un objeto de decoración. Además de estas estatuas, las máscaras forman otro campo de expresión artística; estas máscaras están hechas de madera pero algunas son obras de arte de esparto.

## Medio Sepik

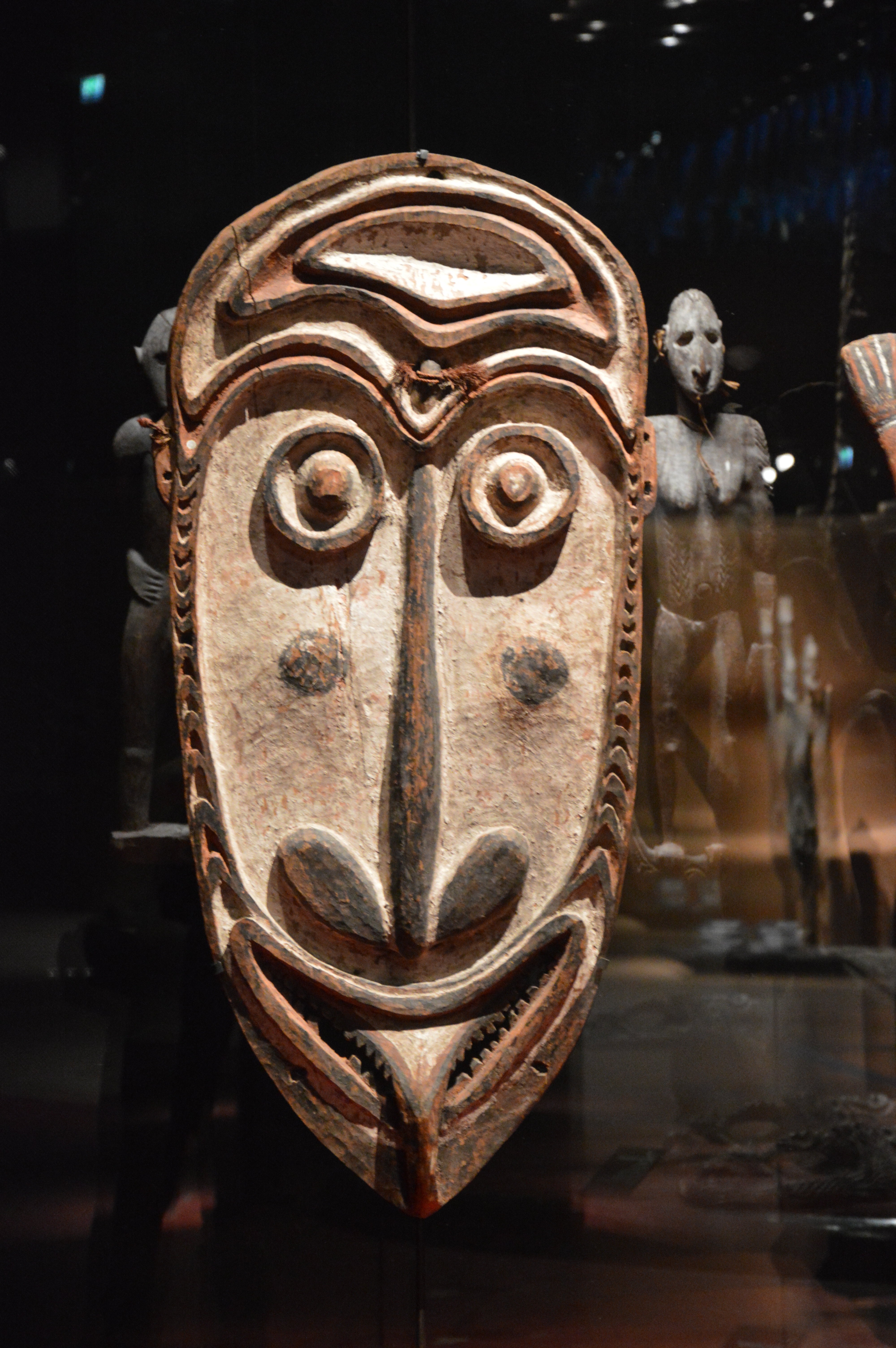
Máscara de «gran fachada» (Medio-Sepik - Lago Chambri)

Esta área estilística es, con mucho, la más conocida y más vívida en la recreación de las formas anteriores. La escultura es el arte mayor e invade todos los medios donde puede expresarse: propulsores de lanzas, troncos de madera, taburetes, tambores.... Estos últimos adoptan la forma conocida del reloj de arena y toman tamaños de uno o doble. Todos los objetos mencionados permiten el despliegue de un elaborado bestiario. A estos utensilios hay que añadir las decoraciones arquitectónicas cuya figura dominante es la imagen de la parturienta; sin olvidar las máscaras de «gran fachada» muy expresivas y grandes, en cestería, en colores coloridos, estos objetos fueron particularmente muy apreciados por los surrealistas.
Las figuras masculinas no se quedan fuera, a menudo son el receptáculo espiritual de los antepasados o espíritus de la naturaleza, siendo objeto de culto. Las piraguas, un medio de transporte esencial en esta región fluvial y pantanosa, son también objeto de una atención ornamental particular: la proa imita la forma del cocodrilo —una figura importante en el panteón local—.

## Golfo de Papúa
Esta área estilística parece las antípodas de la anterior; la abstracción y el esquematismo son muy importantes, especialmente en la figura humana —la base de la decoración— que a menudo se reduce al ombligo y la boca. La pieza central de este espacio es el gope , una tabla votiva pisciforme donde una figura antropomórfica aparece en un dibujo simple pero expresivo. Esta figura a menudo es redonda, pintada de blanco —color de los espíritus— y rodeada por una colorida decoración geométrica dominada por los tonos cálidos.

## Costa de Asmat

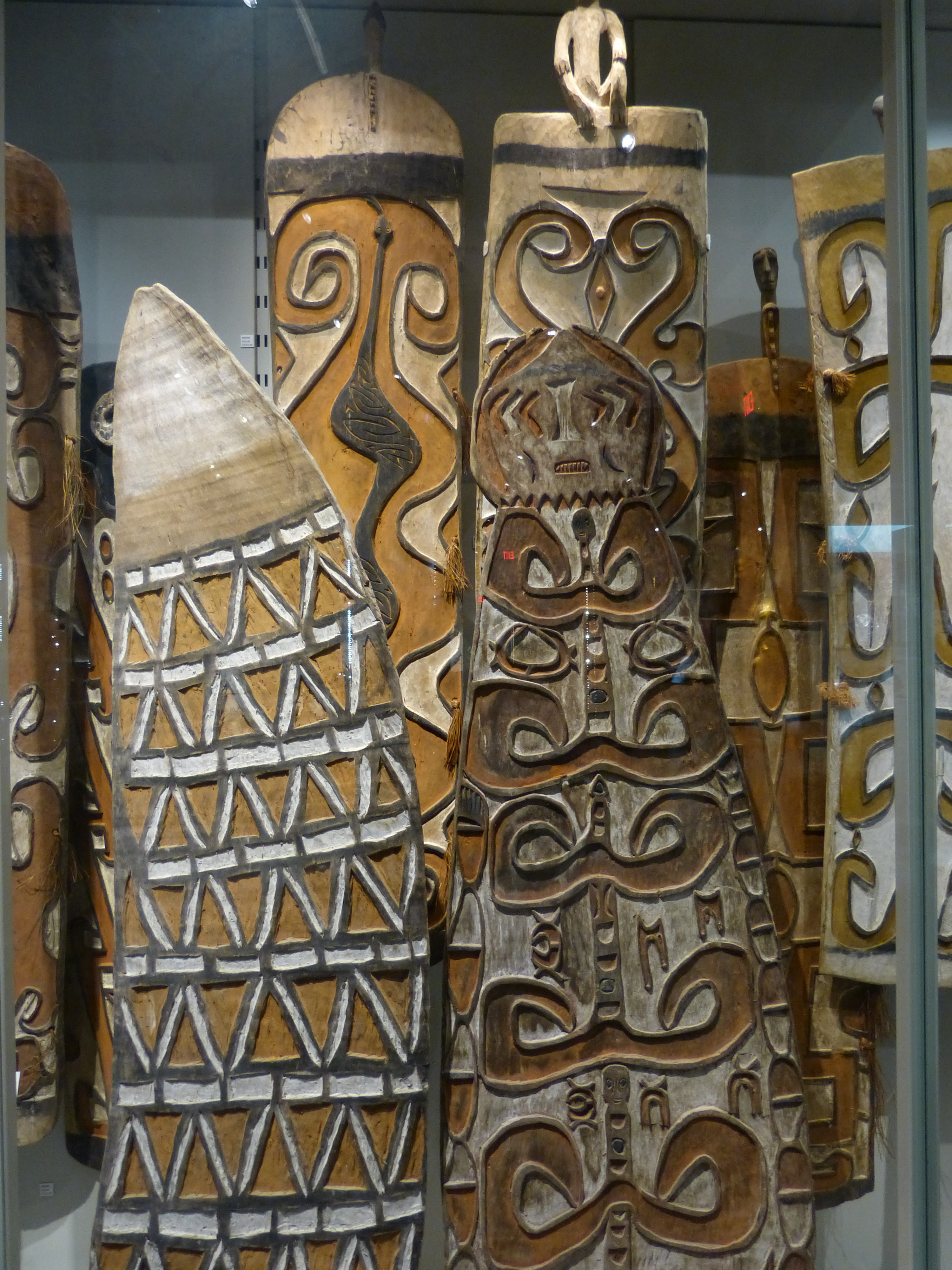
Escudos de Asmat (Provincia de Papúa).

Después del Sepik Medio, es la segunda área del arte papuano que se conoce por el gran público en general, probablemente debido a la imagen colonial del pueblo Asmat, feroces e irreductibles cazadores de cabezas.... su entorno es quizás uno de los peores del mundo: una inmensa llanura pantanosa infestada de mosquitos. Sin embargo, este espacio vital proporciona al arte Asmat tanto su soporte —manglar, sagú y otras maderas de manglares— como su inspiración, todo en lacis y pergaminos - esquemas de figuras de animales (mielga, carey) así como de plantas.
El ocre realzado con cal blanca son los colores principales. Las piezas más habituales son, por supuesto, la estatuaria humana —después de todo, Asmat significa el «pueblo de madera», cuyo origen mítico son los antepasados de madera a los que los espíritus han desatado sus articulaciones—, los famosos escudos o las puntas de las canoas.

## Bahía de Gelvink

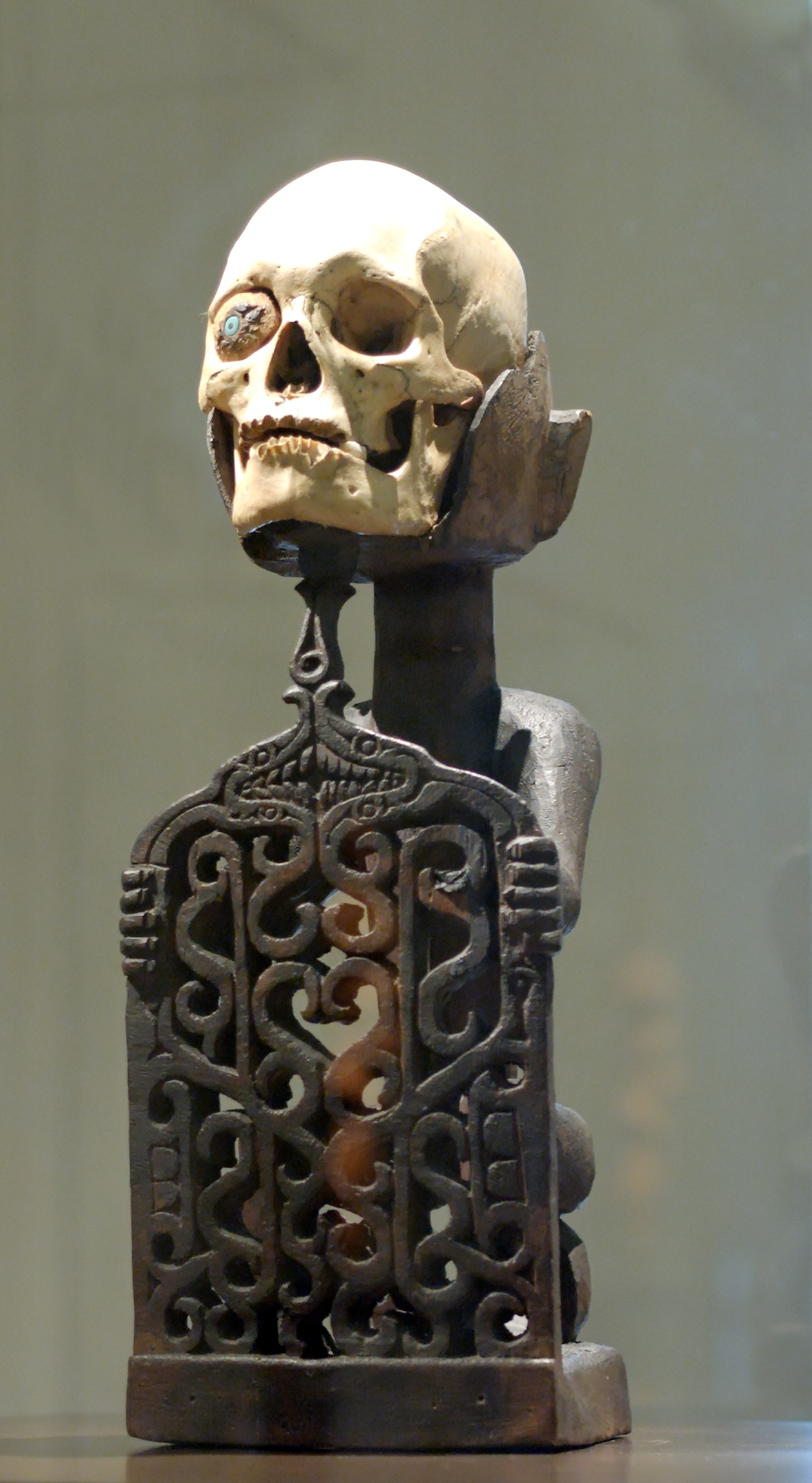
Korwar (Bahía de Geelvink) en el Museo del Louvre.

Esta parte de la gran Isla Nueva Guinea forma un conjunto estético conocido como el estilo korwar llamado así por e objeto religioso más famoso, el korwar.
Es una efigie de madera, a veces de piedra, que representa al antepasado fallecido, que sostiene un panel perforado que posiblemente representa el árbol de la vida o la muda de la serpiente; estos dos motivos, que no se excluyen entre sí, significan simbólicamente la idea de la eternidad y el renacimiento. El trabajo de madera se ha facilitado en esta parte de Papúa a través de contactos regulares con el sudeste asiático. Los historiadores del arte también plantean la hipótesis de una influencia de Indonesia en la disposición de las piernas de los korwars: estos tienen los miembros inferiores doblados y sirven como soporte para los miembros superiores. Visto de perfil, los brazos y las piernas así organizados forman una W, un motivo escultórico recurrente entre los pueblos de la zona de indonesia.
Además de sus objetos religiosos, el área de la bahía de Geelvink también es conocida por sus proas de canoa a cielo abierto.

## Nueva Bretaña

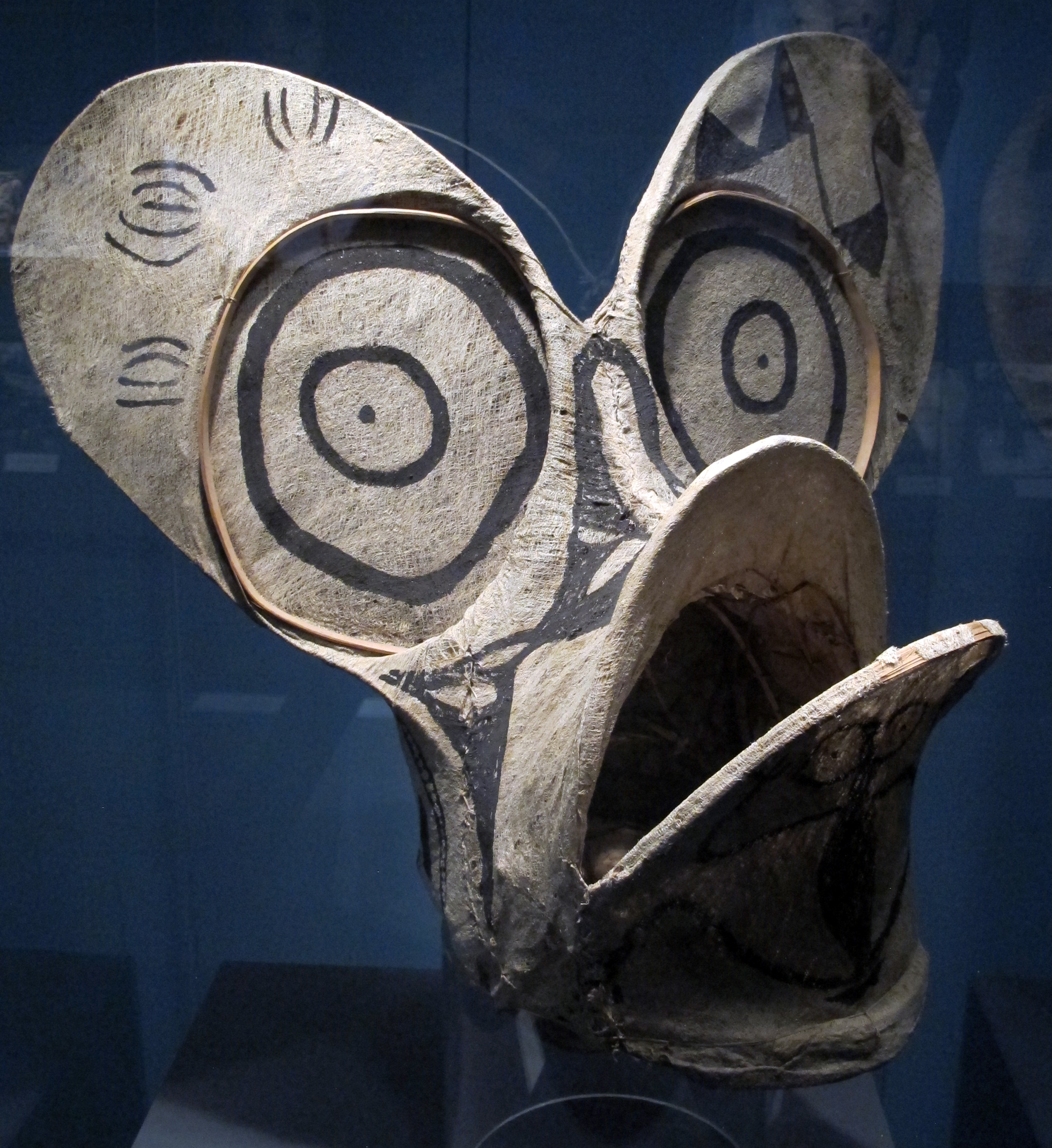
Máscara de danza de los Baining (Nueva Bretaña)-

En la isa de Nueva Bretaña, la gente de Baining y Sulka esculpen hermosas máscaras de tela de corteza reforzadas por un complejo entramado de ratán que es a la vez estructura y decoración.
Los Baining han desarrollado un arte de culto que se manifiesta al hacer máscaras que evocan los espíritus del bosque —tarot, mariposa, trébol, mosquito, etc.—). Se organizan con motivo de bailes rituales nocturnos. Los portadores de las máscaras emergen del bosque a los sonidos de una orquesta compuesta por cantantes y percusionistas. Su baile se realiza cruzando llamas de un gran fuego y posando las ascuas sin quemarse. Al final del ritual de la danza se queman las máscaras y se destruyen, únicamente raros ejemplares se salvan de esta destrucción.

## Golfo de Huon

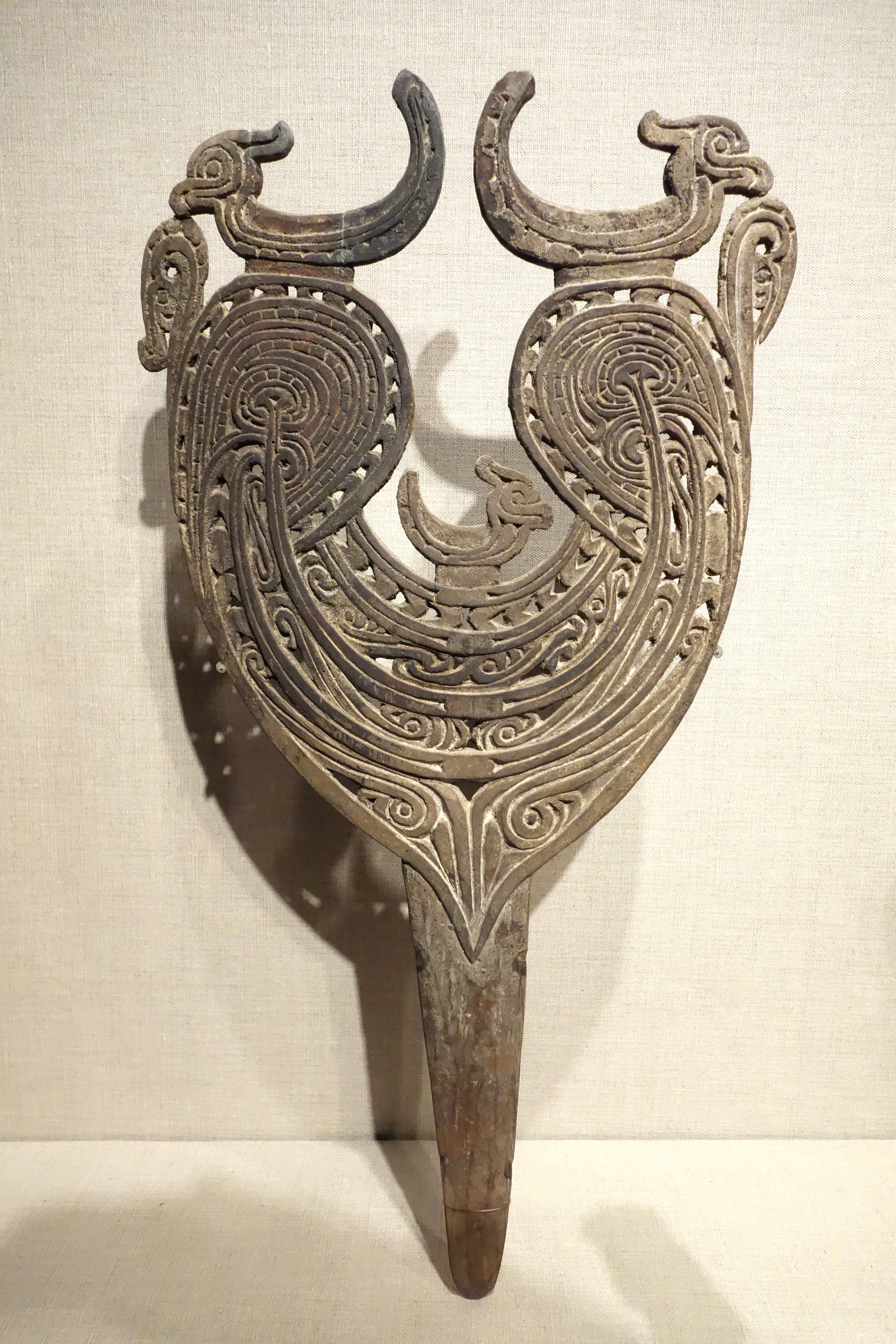
Espátula de Massim - Islas Trobriand.

Esta área relativamente aislada debido a las montañas circundantes ofrece hermosos platos circulares, elaborados con motivos humanos y geométricos. La escultura está representada por máscaras de corteza. El bestiario de aves es también un adorno regular de objetos.
El golfo de Huon entra en el sistema de intercambio kula que se describe al principio del siglo XX por Bronisław Malinowski,comprende a dieciocho comunidades isleñas del archipiélago de Massim, incluidas las islas Trobriand, e involucra a miles de individuos.

## Zona massim
Esta área, 2 , 3 , 4 es principalmente conocida por su trabajo con animales en palma de areca, que produce el fruto de nueces de betel, una droga psicotrópica de consumo común. Los pueblos massim también ofrecen elegantes espátulas en un estilo esquemático con decoración geométrica, todas adornadas en con curvas y enlazados.

## Producción contemporánea
En Papúa Nueva Guinea, el surgimiento del arte contemporáneo de Papúa está estrechamente vinculado a la independencia. Tanto es así que una gran obra de este renacimiento artístico toma forma en el edificio del Parlamento del país. El edificio está diseñado para evocar a un ave desde el aire, y su arquitectura se inspira en general en los tambaran haus, las "casas de los espíritus" de los hombres de la región alrededor del río Sepik, en el noroeste del país. Otras formas están inspiradas en la arquitectura tradicional de la Región de las Tierras Altas. La fachada principal está ricamente decorada con motivos culturales
La renovación también se debe a la afirmación de una generación individualizada de pintores cuyo representante más famoso es, sin duda, Mathias Kauage. El Festival Mount Hagen, inaugurado en la década de 1950, reúne en la ciudad del mismo nombre un "concurso de belleza" anual; otro festival anual de papúes se lleva a cabo en Goroka. Se trata de atracciones turísticas importantes: por lo general los operadores turísticos, se alinean con las fechas de estos eventos para su viajes en Papúa Nueva Guinea.